# Gruta da Quinta Irene
A Gruta da Quinta Irene é uma formação geológica portuguesa localizada na freguesia de Ribeirinha, concelho da Ribeira Grande, ilha de São Miguel, arquipélago dos Açores.
Esta cavidade apresenta uma geomorfologia de origem vulcânica em forma de tubo de lava localizado em encosta.
Este acidente geológico apresenta tem um comprimento de 62 m. por uma largura máxima de 16 m. e por uma altura também máxima de 5 m.